# Baruch Shmailov
Baruch Shmailov (9 de fevereiro de 1994) é um judoca israelense.

## Carreira
Quando tinha 11 anos, durante um treinamento no clube de judô de Hadera, o ex-judoca e político Yoel Razvozov veio visitá-lo. Ele reconheceu o potencial de Shmailov e recomendou transferi-lo para treinar no famoso Instituto Wingate em melhores condições. Ele esteve nos Jogos Olímpicos de Verão de 2020 em Tóquio, onde conquistou a medalha de bronze no confronto por equipes mistas como representante de Israel, conjunto de judocas que derrotou o time russo.